# Molí de la Cademont
El Molí de la Cademont és una obra de Canet d'Adri (Gironès) inclosa a l'Inventari del Patrimoni Arquitectònic de Catalunya.

## Descripció
És un molí conservat des del segle xvi. Es construeix en planta quadrangular i murs paredats. S'ha modificat al llarg dels segles i en l'actualitat el veiem amb un aspecte i tipologia moderna. A l'interior es conserva perfectament la maquinària del segle xix, entre les arcades de maons vista.